# Carmélites du Corpus Christi
Les carmélites du Corpus Christi sont une congrégation religieuse enseignante et hospitalière de droit pontifical.

## Histoire
La congrégation est fondée par Clara Ellerker (1875-1949) ; anglaise convertie au catholicisme à l'âge de seize ans, elle organise une communauté de tertiaires dominicaines avec la vie commune mais sans vœux avec l'intention de travailler pour l'unité des chrétiens. À l'invitation de Robert Brindle, évêque du diocèse de Nottingham, elle ouvre une école secondaire à Leicester le 16 juillet 1908 ; la deuxième maison de la congrégation est construite à Trinité en 1919 et l'année suivante, une fondation au Minnesota.
L'institut est agrégé aux Grands Carmes le 28 avril 1928 et reçoit le décret de louange le 25 novembre 1946.

## Activités et diffusion
Les religieuses se dédient à l'enseignement, aux soins infirmiers, au travail social, aux visites des malades dans les hôpitaux, à la catéchèse, et gèrent des foyers pour personnes ayant une déficience intellectuelle. Elles prient pour l'unité des chrétiens et diffusent la « petite voie » de sainte Thérèse de Lisieux.
Elles sont présentes en:
- Europe : Royaume-Uni.
- Amérique : États-Unis, Guyana.
- Antilles : Grenade, Saint-Vincent-et-les-Grenadines, Sainte-Lucie, Trinité-et-Tobago.

La maison-mère est à Tunapuna sur l'île de la Trinité.
En 2017, la congrégation comptait 53 religieux dans 14 maisons.